# Maître de conférences (France)
Pour les articles homonymes, voir Maître de conférences.
Dans le système de l'enseignement supérieur français public, les maîtres de conférences constituent l'un des deux corps d'enseignants-chercheurs régis par le décret no 84-431, l'autre corps étant celui des professeurs des universités. Le terme « conférence » désignait au XIXe siècle une séance d'enseignement en petit ensemble.

## Description
Avant 1979, les maîtres de conférences étaient, aux côtés des professeurs titulaires, des enseignants de rang A, ou magistral, par opposition aux assistants et maîtres-assistants formant le rang B. Le corps actuel des maîtres de conférences a été créé en 1984 à la suite de la loi Savary et a été initialement formé par intégration des maîtres-assistants dont ils ont conservé substantiellement la grille de rémunération. Contrairement aux anciens maîtres-assistants, les actuels maîtres de conférences doivent être docteurs avant leur recrutement et ne sont pas réglementairement placés sous l'autorité des professeurs des universités. Ils peuvent en outre donner des cours dans l'ensemble des cycles et ne sont pas spécifiquement chargés des enseignements en petit groupe. Les professeurs des universités disposent cependant de la priorité sur les cours (article 3 du décret no 84-431).
Les maîtres de conférences sont recrutés par concours sur titres et travaux parmi les titulaires du doctorat inscrits sur la liste de qualification aux fonctions de maître de conférences établie par le conseil national des universités. Les maîtres de conférences peuvent être affectés dans l'ensemble des établissements dépendant du ministère de l'enseignement supérieur. Le déroulement de leur carrière peut les amener à occuper, après l'obtention de l'habilitation à diriger des recherches, un emploi de professeur des universités.

### Féminisation du titre
La forme féminine « maîtresse de conférences » est de plus en plus revendiquée depuis les années 2000. Certaines universitaires s'en sont expliquées, comme Maboula Soumahoro[réf. nécessaire] ou Sylvie Chaperon et utilisée par des établissements universitaires comme l'EHESS, et des organismes d’État comme le Conseil économique, social et environnemental. La pratique ne fait pas l'unanimité. Par exemple lors d'une consultation au laboratoire d’histoire de l’art de Paris-Sorbonne, les six femmes concernées ont souhaité être nommées au masculin, « maître de conférences ».
Le 21 novembre 2017, la circulaire relative aux règles de féminisation et de rédaction des textes publiés au Journal officiel de la République française du Premier ministre Édouard Philippe dispose que les noms de fonctions doivent être féminisés : « s'agissant des actes de nomination, l'intitulé des fonctions tenues par une femme doit être systématiquement féminisé sauf lorsque cet intitulé est épicène »,. Les intéressées suivent toutefois davantage les us et coutumes de leurs communautés que les circulaires ministérielles.

### Orthographe
Depuis les rectifications orthographiques de 1990, le titre de maître de conférences peut aussi bien s'écrire « maitre de conférence(s) » que « maître de conférence(s) » avec ou sans accent circonflexe et avec ou sans s. Toutefois, dans les dictionnaires l'orthographe « maître de conférences » reste privilégiée.

## Situation actuelle
En 2008-2009, on comptait 35 847 maîtres de conférences et personnels assimilés soit 39 % du service d'enseignement statutaire, hors vacataires, dans les établissements d'enseignement supérieur du ministère de l'enseignement supérieur et 23 % en incluant les enseignants de classes supérieures des lycées. Les maîtres de conférences sont divisés en deux grades, maîtres de conférences de classe normale et maître de conférences hors classe. Les maîtres de conférences hors classe, créés en 1989, sont « chargés de fonctions particulières attachées à l'encadrement, à l'orientation et au suivi des étudiants, à la coordination pédagogique, ainsi qu'aux relations avec les milieux professionnels ou avec les établissements d'enseignement supérieur et les établissements de recherche français ou étrangers », et leur rémunération est similaire à celle des professeurs des universités de deuxième classe.

## Le corps des maîtres de conférences
Les maîtres de conférences sont des fonctionnaires de catégorie A+, recrutés par concours sur titres et travaux, et nommés dans un établissement public d'enseignement supérieur et de recherche dépendant du ministère de l'enseignement supérieur et de la recherche, du ministère de l'agriculture (enseignement supérieur agricole) ou du ministère de la défense (Polytechnique et écoles de guerre).
Les maîtres de conférences et maîtres de conférences-praticiens hospitaliers (hors 499 personnels de statut propre à certains grands établissements) se répartissent de la manière suivante[réf. nécessaire][Quand ?] au sein des grandes disciplines :
- Sciences et techniques : 16 727 (46,7 %) ;
- Lettres et sciences humaines : 10 323 (28,8 %) ;
- Droit, économie, gestion : 5 088 (14,2 %) ;
- Médecine : 1 580 (4,4 %) ;
- Pharmacie : 1 230 (3,4 %) ;
- Odontologie : 400 (1,1 %).

L'âge moyen de recrutement était en 2007 de 32 ans et 8 mois (36 ans et 1 mois en lettres, 30 ans et 8 mois en sciences). 2060 postes de maître de conférences vacants ou susceptibles de l'être ont été mis au concours en 2008, et 1609 en 2019. Le ratio des effectifs de maîtres de conférences et de professeurs des universités est en 2007-2008 de 1,9:1 (2,14:1 en droit, 2,4:1 en lettres, 2,17:1 en sciences et 0,67:1 en santé). Ce ratio était de 1,3 en 1982.

### Missions et obligations de services
Les missions et obligations de services des maîtres de conférences de classe normale sont les missions et obligations de services communes à l'ensemble des enseignants-chercheurs. Les maîtres de conférences hors classe sont en outre « chargés de fonctions particulières attachées à l'encadrement, à l'orientation et au suivi des étudiants, à la coordination pédagogique, ainsi qu'aux relations avec les milieux professionnels ou avec les établissements d'enseignement supérieur et les établissements de recherche français ou étrangers ».

### Rémunération
Depuis 2021, les maîtres de conférences ont une rémunération globale minimale garantie égale à deux smics, soit 2852 euros net mensuels en 2025 (cf. le décret dit « indemnité 2 SMIC » paru au JO du 11 décembre 2021) et progressent dans l'échelle de rémunération du corps.
La rémunération hors primes des maîtres de conférences peut atteindre 3 262 euros nets par mois à l'échelon terminal de la classe normale (indice majoré 835) et 4 188 euros nets à l'échelon terminal de la hors classe (indice nouveau majoré 1072). Elle est reproduite dans le tableau ci-dessous.
En plus de ce traitement, ils bénéficient de certaines primes et indemnités. Ces primes sont néanmoins prises en compte dans le calcul de la rémunération minimale désormais égale à deux smics.
L'indemnité de résidence peut atteindre jusqu'à 3 % du traitement brut, en fonction de sa zone d'habitat.
Par ailleurs, depuis 2022, le Régime Indemnitaire des Personnels Enseignants et Chercheurs (RIPEC) comprend 3 composantes : 
- une indemnité statutaire (C1) d'un montant annuel net de 4 200 € en 2024 pour tous les enseignants-chercheurs (devant être portée à 6400 euros net en 2027)
- une indemnité fonctionnelle (C2) attribuée par les établissements pour certaines fonctions (catégorisées selon 3 groupes de niveau de responsabilités) (montant annuel brut maximum fixé à 6 000€ pour le groupe 1, 12 000 € pour le groupe 2 et 18 000 € pour le groupe 3) 
- une prime individuelle (C3) accordée pour une durée de 3 ans, sur demande et sur dossier de candidature (son montant annuel brut, compris entre 3 500 € et 12 000 €, est fixé par l'établissement).
En outre, le taux annuel maximum de la prime qui peut être attribuée aux personnels lauréats d'une distinction scientifique de niveau international ou national conférée par un organisme de recherche ou aux personnels apportant une contribution exceptionnelle à la recherche est fixé à 25 000 euros
À cela s'ajoutent les heures complémentaires (43,50 euros par heure de Travaux Dirigés pour l'année universitaire 2023-2024, donc moins bien rémunérées que les heures normales) et éventuellement le supplément familial de traitement (en fonction du nombre d'enfants à charge et du traitement indiciaire).
Le changement d'échelon à l'intérieur d'une classe se fait à l'ancienneté. Le passage de la classe normale à la hors classe se fait au choix, selon différentes procédures (le nombre d'avancements est contingenté). Pour demander à être promu à la hors classe, il faut au moins être au 7e échelon de la classe normale dans l'année de la demande. Un maître de conférences promu à la hors-classe est reclassé au plus petit échelon ayant un indice supérieur ou égal à l'indice qu'il avait dans la classe normale. Si le nouvel indice est égal à l'ancien, il garde l'ancienneté acquise dans l'échelon de la classe normale. Si le nouvel indice est strictement supérieur à l'ancien, il commence avec une ancienneté nulle dans l'échelon de la hors classe.
| Classe      | Échelon      | Indice brut | Indice majoré | Traitement mensuel brut | Traitement mensuel net (20,63025% de cotisations sur le traitement brut) | Ancienneté requise pour l'accès à cet échelon | Ancienneté requise pour l'accès, cumulée depuis le 1er échelon |
| ----------- | ------------ | ----------- | ------------- | ----------------------- | ------------------------------------------------------------------------ | --------------------------------------------- | -------------------------------------------------------------- |
| Normale     | 1re          | 559         | 479           | 2 358,01 €              | 1 871,55 €                                                               | 0                                             | 0                                                              |
| Normale     | 2e           | 634         | 536           | 2 638,61 €              | 2 094,26 €                                                               | 1 an                                          | 1 an                                                           |
| Normale     | 3e           | 704         | 589           | 2 899,52 €              | 2 301,34 €                                                               | 2 ans 10 mois                                 | 3 ans 10 mois                                                  |
| Normale     | 4e           | 781         | 648           | 3 189,96 €              | 2 531,87 €                                                               | 2 ans 10 mois                                 | 6 ans 8 mois                                                   |
| Normale     | 5e           | 848         | 698           | 3 436,10 €              | 2 727,23 €                                                               | 2 ans 10 mois                                 | 9 ans 6 mois                                                   |
| Normale     | 6e           | 908         | 744           | 3 662,55 €              | 2 906,96 €                                                               | 2 ans 10 mois                                 | 12 ans 4 mois                                                  |
| Normale     | 7e           | 948         | 774           | 3 810,23 €              | 3 024,17 €                                                               | 3 ans 6 mois                                  | 15 ans 10 mois                                                 |
| Normale     | 8e           | 991         | 808           | 3 977,61 €              | 3 157,02 €                                                               | 2 ans 10 mois                                 | 18 ans 8 mois                                                  |
| Normale     | 9e           | 1027        | 835           | 4 110,52 €              | 3 262,51 €                                                               | 2 ans 10 mois                                 | 21 ans 6 mois                                                  |
| Hors classe | 1re          | 827         | 683           | 3 362,26 €              | 2 668,62 €                                                               | n/a                                           | n/a                                                            |
| Hors classe | 2e           | 878         | 721           | 3 549,33 €              | 2 817,09 €                                                               | 1 an                                          | 1 an                                                           |
| Hors classe | 3e           | 928         | 759           | 3 736,39 €              | 2 965,57 €                                                               | 1 an                                          | 2 ans                                                          |
| Hors classe | 4e           | 983         | 801           | 3 943,15 €              | 3 129,67 €                                                               | 1 an                                          | 3 ans                                                          |
| Hors classe | 5e           | 1027        | 835           | 4 110,52 €              | 3 262,51 €                                                               | 1 an                                          | 4 ans                                                          |
| Hors classe | 6e           | HEA         | 895           | 4 405,89 €              | 3 496,94 €                                                               | 5 ans                                         | 9 ans                                                          |
| Hors classe | 6e           | HEA         | 930           | 4 578,19 €              | 3 633,70 €                                                               | 1 an                                          | 10 ans                                                         |
| Hors classe | 6e           | HEA         | 977           | 4 809,56 €              | 3 817,34 €                                                               | 1 an                                          | 11 ans                                                         |
| Hors classe | Exceptionnel | HEB         | 977           | 4 809,56 €              | 3 817,34 €                                                               | au choix                                      | n/a                                                            |
| Hors classe | Exceptionnel | HEB         | 1018          | 5 011,39 €              | 3 977,53 €                                                               | 1 an                                          | n/a                                                            |
| Hors classe | Exceptionnel | HEB         | 1072          | 5 277,22 €              | 4 188,52 €                                                               | 1 an                                          | n/a                                                            |

Pour bien interpréter les calculs d'ancienneté nécessaire, il faut noter l'âge élevé qu'ont les nouveaux maîtres de conférences. En effet, en 2010 l'âge moyen d'obtention d'un poste universitaire permanent en France se situait aux alentours de 33 ans, tout en variant de façon significative selon la discipline : 31 ans en sciences et 36 ans en lettres. En 2017, un échelon exceptionnel fut créé. L'accès à cet échelon n'est pas régi par l'ancienneté mais est « au choix » (article 40-4-II du décret régissant le statut des maîtres de conférences). Il a lieu pour moitié sur recommandation du CNU et pour moitié sur recommandation du conseil académique (ou équivalent) de l'établissement d'exercice.

## Recrutement
Pour postuler à un poste de maître de conférences, il est nécessaire[réf. nécessaire] d'être inscrit sur la liste de qualification associée. Pour être candidat à l'inscription, il faut :
- soit posséder le doctorat ou l'habilitation à diriger des recherches (le doctorat d'État, le doctorat de troisième cycle et le diplôme de docteur ingénieur d'avant 1984 sont admis en équivalence du doctorat, le Conseil national des universités peut également au cas par cas reconnaître des titres équivalents) ;
- soit justifier d'au moins trois ans d'activité professionnelle dans les six ans qui précèdent, hors activité d'enseignant et de chercheur dans le public (pour des activités scientifiques de haut niveau, procédure très exceptionnelle) ;
- soit être enseignant associé à temps plein ;
- soit être détaché dans le corps des maîtres de conférences ;
- soit appartenir à un corps de chercheurs d'un établissement public.

La candidature est ensuite examinée par la section du Conseil national des universités de la discipline correspondante. Selon les disciplines, cette étape est plus ou moins sélective.
À l'issue de cette étape, le candidat reçoit ce qu'il est convenu d'appeler « l’habilitation CNU »[réf. nécessaire] (9 000 qualifications par an) qui, concrètement, lui donne la possibilité de postuler au niveau national à un poste ouvert au recrutement, mutation ou détachement et publié au Journal officiel. Un concours est ensuite organisé dans chaque établissement pour chaque poste proposé.
Le taux de qualification était en 2007 de 60 % (40 % en droit, 55 % en lettres, 65 % en sciences). Pour la campagne de recrutement 2008 le ratio du nombre de qualifiés par an sur nombre de postes disponibles a été de 2,92:1 (1,30 en droit, 2,97 en lettres, 3,50 en sciences, 2,62 en pharmacie, avec un maximum de 19,67:1 en épistémologie et un minimum de 0,50 en théologie protestante).
Le « localisme universitaire » appelé aussi « endogamie » du monde académique français est souvent critiqué,,,.

## Maître de conférences et corps apparentés aux maîtres de conférences des universités

### Autres types de maître de conférences en France
- Maître de conférences des universités – praticien hospitalier
- Maître de conférences des universités de médecine générale
- Maître de conférences de l'École des hautes études en sciences sociales
- Maître de conférences du Muséum national d'histoire naturelle
- Maître de conférences de l'École pratique des hautes études, de l'École nationale des chartes, et de l'École française d'Extrême-Orient
- Maître de conférences des établissements d'enseignement supérieur agricole, agronomique, agro-alimentaire et vétérinaire, dépendant du ministère de l'Agriculture
- Maître de conférences et professeur chargé de cours de l'École polytechnique
- Maître de conférences des universités catholiques
- Maître de conférences associé

### Autres corps apparentés
- Maître-assistant des écoles d'architecture (devenu Maître de conférences depuis 2018)
- Maître-assistant des écoles nationales supérieures des mines et des écoles nationales supérieures des techniques industrielles et des mines
- Astronome adjoint et physicien adjoint
- Aide astronome des observatoires et aide physicien des instituts de physique du globe (corps en extinction)
- Maître-assistant (corps en extinction)
- Chef de travaux des disciplines scientifiques et pharmaceutiques (corps en extinction)
- Chef de travaux du Conservatoire national des arts et métiers
- Chef de travaux de l'Institut d'hydrologie et de climatologie

## Autres utilisations du terme
- Certains enseignants et intervenants utilisent le titre de « maîtres de conférences » à l'Institut d'études politiques de Paris ou à l'École nationale d'administration (deux établissements qui ne sont pas soumis à la nomenclature universitaire stricte) : il s'agit le plus souvent de vacataires, généralement contractuels et recrutés sans nécessité de diplôme, de statut ni de qualification aux fonctions de maître de conférence[42]. Ils sont donc encadrés comme les vacataires des universités par le décret no 87-889 du 29 octobre 1987 relatif aux conditions de recrutement et d'emploi de vacataires pour l'enseignement supérieur, et payés à la tâche[43]. Chargés d'enseignement ponctuel ou régulier, fonctionnaires en cumul ou venant du secteur privé, ils assurent diverses tâches (cours, séminaires, travaux dirigés et conférences de méthodes) mais ne sont pas titulaires de chaire et n'appartiennent pas au corps des maîtres de conférences.
- Maître de conférences émérite : l'article 1 du décret du 29 octobre 2021 précise la nature de l'éméritat[44]

« L'éméritat est le titre qui permet à un maître de conférences admis à la retraite de continuer à apporter un concours, à titre accessoire et gracieux, aux activités de recherche, notamment diriger des séminaires et, lorsqu'il est titulaire de l'habilitation à diriger des recherches, participer aux jurys de thèse ou d'habilitation à diriger des recherches. Le maître de conférences émérite peut en outre poursuivre, jusqu'à leur terme, les directions de thèses acceptées avant son admission à la retraite. »

## Histoire de la maîtrise de conférences

### Avant la Révolution française
Il existait des enseignants dénommés « maîtres de conférences » dans certains collèges et séminaires avant la Révolution française, notamment au collège Louis-le-Grand.

### Les maîtrises de conférences de l'École normale
C'est au sein de l'École normale que s'est développé le principe des conférences au XIXe siècle et l'institution de maîtres de conférences. C'est à la suite du règlement du 14 décembre 1815 que les répétiteurs de l'École normale prennent l'appellation de maître de conférences. Ils étaient chargés de cours, exercices, préparations et conférences, complémentaires aux cours magistraux dispensés par les professeurs des facultés de Paris. Jusqu'aux années 1870, les élèves de l'École normale (une vingtaine par promotion) constituent en effet la plus grande part des étudiants régulièrement inscrits aux facultés des sciences et des lettres de Paris, au milieu d'un large public d'auditeurs mondains n'étant pas inscrits et ne cherchant pas à obtenir de grades universitaires.
Selon l'arrêté du 30 mars 1810, durant les conférences de lettres les élèves expliquent et analysent les auteurs classiques, répondent aux difficultés qu'ils se proposent les uns aux autres et lisent leurs compositions. Durant les conférences de sciences, les élèves discutent les principales difficultés des leçons précédentes, comparent les diverses méthodes de solution, lisent leurs compositions, font leurs rapports sur les compositions déjà présentées et répètent les expériences de physique et de chimie.
On donna aux maîtres de conférences de l'École normale un rang égal à celui des professeurs de premier ordre dans les lycées (collèges royaux).
Les maîtres de conférences de l'École normale disparaissent temporairement à la suite de la dissolution de celle-ci en 1822 (ordonnance du 6 septembre 1822) et son remplacement par des écoles normales partielles établies près les collèges royaux de Paris et les collèges royaux de province chefs-lieux d'académie (27 février 1821). En 1826, ces écoles normales partielles sont remplacées par des « écoles préparatoires » placées près certains collèges royaux (ordonnance du 9 mars 1826) et comprenant, pour les sciences, deux maîtres de conférences, un pour les mathématiques et un pour la physique, donnant chacun deux conférences pour chacune des deux années, et pour les lettres également deux maîtres de conférences, un pour la littérature latine, l'autre pour la littérature grecque; les élèves doivent suivre en parallèle les cours de licence des professeurs des facultés (règlement du 5 septembre 1826). Une école préparatoire ouvre alors au collège royal Louis le Grand. Selon l'arrêté du 31 octobre 1829 (art. 7), « Pendant la durée du cours d'études, les maîtres de conférences exerceront tous les élèves à exposer leurs idées sous la forme de leçons sur des sujets donnés. Ceux qui suivront les cours de physique et de chimie seront aussi exercés à des manipulations », de plus (art. 11 & 12), « Les élèves de la section des sciences qui auront obtenu la faculté de rester une troisième année à l'école, pourront être chargés de […] conférences de mathématiques et de sciences physiques, pour préparer aux épreuves du baccalauréat ès-sciences les élèves qui se destinent à l'enseignement de la philosophie ». Deux maîtrises de conférences supplémentaires (histoire et antiquité, philosophie) sont créées par l'arrêté du 2 novembre 1829, ainsi qu'une maîtrise de conférences de grammaire générale et comparée. En sciences les conférences de mathématiques concernent le cours de calcul différentiel et intégral pour la première année, et le cours de mécanique pour la seconde année (arrêté du 8 novembre 1829). Des maîtrises de conférences de chimie et d'histoire naturelle sont également créées. L'école préparatoire du collège royal Louis-le-Grand prend le nom d'École normale par l'ordonnance du 6 août 1830. À la suite du remaniement du plan des études de l'école (30 octobre 1830), la première année d'études de la section lettres ne contient plus que des cours d'approfondissement du programme des collèges propre à l'école tandis que la deuxième année est constituée de cours de la faculté des lettres. Les conférences proprement dites concernent la troisième année qui a « pour objet de former des professeurs en inculquant aux élèves l'esprit de critique et en les exerçant à la pratique des méthodes » et qui les entraînent aux épreuves des concours d'agrégation. En sciences, la complémentarité entre les cours de la faculté et les conférences de l'école est maintenue durant les trois années du plan d'études. De plus, les élèves devenus agrégés et ayant obtenu le doctorat au terme de la troisième année peuvent être chargés durant une quatrième année de conférences en première année avec le traitement d'agrégé et le titre de « répétiteur », mais cette possibilité est supprimée en 1834. L'arrêté du 16 juillet 1832 chargent les maîtres de conférences des examens d'admission à l'école. L'arrêté du 12 septembre 1837 exige d'être agrégé pour devenir maître de conférences.
Pour exemple, en 1837, la dizaine d'élèves de la section sciences suit le cours de physique de la faculté des sciences de Paris, professé par Pierre Louis Dulong (titulaire) et Claude Pouillet (adjoint), en deuxième année à raison de deux leçons par semaine, et les conférences de physique dirigées par Eugène Péclet, à raison de trois conférences par semaine, dont une pour les manipulations. Ces conférences de physique ont pour objet de faire subir aux élèves des examens sur les leçons de physique qu'ils reçoivent à la faculté, de compléter, pour certaines parties de la physique, l'enseignement de la faculté; enfin d'exercer les élèves aux manipulations de physique, et surtout aux expériences de précision. Ainsi, le cours d'optique étant jugé trop élémentaire et court, une conférence hebdomadaire durant le premier semestre est consacrée exclusivement à un programme d'optique étendu, la deuxième conférence étant consacrée à interroger les élèves sur les leçons de la faculté et à apporter quelques développements, et la troisième conférence est destinée à des manipulations de physique sous la surveillance du préparateur. Les élèves étant divisés en trois groupes, l'un d'eux est occupé pendant le premier semestre du travail du verre à la lampe d'émailleur, les deux autres s'occupent des expériences relatives aux leçons de la faculté et aux conférences d'optique. Durant le second semestre, les élèves sont en outre exercés à la levée des machines et sont conduits par le maître de conférences dans les manufactures les plus importantes de la capitale, où ils prennent des notions exactes sur les grandes applications de la science.
À l'École polytechnique existait également la catégorie des répétiteurs placés auprès des professeurs titulaires.

### Agrégés, suppléances et conférences dans les facultés (1804-1877)
Le décret du 4e jour complémentaire de l'an XII (1804) concernant les écoles de droit (renommées facultés de droit en 1808) institue des suppléants permanents auprès des professeurs titulaires, reprenant le principe des docteurs-agrégés créés en 1679 dans l'ancienne faculté de droit de Paris puis dans la faculté des arts en 1766. Ils sont d'ailleurs renommés en « agrégés » en 1855.
Ces suppléants, nommés après un concours sur épreuves, sont chargés, comme leur nom l'indique, d'assurer la suppléance des professeurs absents pour les cours, les examens et les actes et peuvent également participer aux examens et actes à tour de rôle aux côtés des professeurs. Pour répondre aux mêmes fonctions, des postes d'agrégés, nommés également après un concours sur épreuves, sont également créés dans les facultés de médecine (à Paris par l'ordonnance du 2 février 1823, à Montpellier par celle du 12 décembre 1824, à Strasbourg par celle du 26 mars 1829) mais seulement pour une période limitée de 9 ans (dont trois de stage jusqu'en 1874), durée après laquelle les agrégés en exercice deviennent « agrégés libres ». Les agrégés (en exercice et libres) des facultés de médecine détiennent de plus le monopole des candidatures aux chaires vacantes, sur un principe proposé par Cuvier et de Coiffier après leur visite de l'Université de Turin en 1810, monopole qui disparaît cependant en 1830.
Des places d'agrégés sont également créés en 1840 pour les écoles de pharmacie lors de leurs rattachement à l'Université de France (ordonnance du 27 septembre 1840). Leur recrutement doit se faire par un concours sur épreuve parmi les pharmaciens diplômés titulaires du baccalauréat ès sciences, la première session du concours étant organisée en 1847. À partir de 1855, les candidats doivent être docteurs ès sciences physiques ou naturelles. Bien qu'ils n'aient pas le monopole des candidatures aux chaires, sur les 51 professeurs titulaires de chaire nommés depuis la création des places d'agrégés jusqu'à leur suppression en 1937, trois seulement n'étaient pas d'anciens agrégés, 76 agrégés ayant été nommés durant cette période à l'école de pharmacie de Paris. Les agrégés des écoles de pharmacie sont nommés initialement pour cinq ans ; cette durée est ensuite étendue à 10 ans par le statut du 16 novembre 1874, avec création d'une classe d'agrégés libres comme en médecine, et le décret du 4 août 1925 permet de les nommer sans limite de temps s'ils ne sont pas inscrits à la patente pour l'exercice des professions libérales.
Afin de répondre également aux problèmes fréquents des suppléances dans les facultés des lettres et des sciences, des places d'agrégés et un concours triennal sur épreuves sont créés dans les facultés des sciences et des lettres en 1840. Si un concours a bien lieu en 1841 et un petit nombre d'agrégés recrutés parmi peu de candidats, leur monopole sur les suppléance n'est pas respecté dans les faits et ils ne disposent d'aucun monopole sur les candidatures au chaire contrairement à leurs homologues en médecine. De plus, aucun concours n'est plus organisé ensuite.
En 1840, l'ensemble des agrégés (lettres, sciences, pharmacie) et des suppléants en droit se voit accorder le droit d'ouvrir des cours gratuits destinés à compléter ou à développer l'enseignement ordinaire, sur le modèle des Privatdozenten des universités germaniques.
En 1847, le ministre Narcisse-Achille de Salvandy tente de relancer le recrutement d'agrégés dans les facultés des sciences et des lettres en élargissant leurs rôles et prérogatives (arrêté du 22 janvier 1847). En plus de leur priorité théoriques sur les suppléances et leur participation aux examens, « les agrégés des facultés des sciences [, et pour certains cours, des facultés des lettres,] pourront à des jours et des heures fixés par les facultés, exercer les étudiants dont l'assiduité aura été constatée à des manipulations ou travaux pratiques. Ils pourront leur faire subir des examens partiels, et leur donner, s'il y a lieu au nom et à la charge de l'État, les répétitions et démonstrations nécessitées par l'enseignement des professeurs », de plus « les agrégés des facultés des sciences et des lettres pourront, sur la présentation du doyen, après délibération de la faculté, être autorisés par le Grand maître à faire, près les facultés, des cours auxiliaires [rémunérés par l'État] destinés à remplir les lacunes qui pourraient exister, soit dans l'enseignement général de la faculté, soit dans le cadre particulier d'un enseignement. Ces cours pourront donner lieu aux mêmes exercices qui seraient prescrits pour les cours fondamentaux ». Les agrégés doivent ainsi recevoir pour une suppléance passagère la moitié du traitement du professeur, pour une suppléance permanente, deux tiers, pour un cours auxiliaire la moitié d'un traitement de professeur, et pour des exercices complémentaires (répétitions, démonstrations et examens), un tiers d'un traitement de professeur. Le ministre cherche par cette mesure à pouvoir offrir au plus grand nombre, parmi les « étudiants assidus », à Paris et dans les départements, les avantages pédagogiques réservés alors à la cinquantaine d'élèves de l'École normale. Cependant, aucun concours de recrutement n'est finalement organisé à la suite de la chute de Louis-Philippe.
En 1854, le ministre Hippolyte Fortoul relance cette idée et institue des conférences facultatives payantes dans les facultés des sciences, des lettres, de droit. Des conférences dans les facultés de médecine et les écoles supérieures de pharmacie seront ultérieurement instituées également. Devant l'absence d'enseignant spécifique pour assurer ces nouvelles conférences dans les facultés des sciences, Pasteur déclare « je ne crois pas que l'on puisse réclamer [des professeurs de facultés] des conférences en dehors de leurs occupations sans compromettre gravement les intérêts des hautes études en France, les intérêts de la science et ceux de l'instruction supérieure elle-même. » Pour répondre à ce problème, Hippolyte Fortoul décide de réactiver à nouveau le recrutement d'agrégés pour les facultés des sciences et des lettres afin de leur confier la direction des conférences facultatives, de participer aux examens et de leur permettre d'ouvrir des cours complémentaires. Cependant, Fortoul décède en 1856 et les concours d'agrégation pour les facultés des sciences et des lettres ne revoient finalement encore une fois pas le jour.
Ces conférences facultatives sont diversement fréquentées selon les facultés et selon les villes. En 1859, « considérant qu'il importe de rendre plus facile l'accès des conférences aux étudiants des facultés de droit, des facultés des lettres et des facultés des sciences, qui trouvent dans ces exercices intérieurs, dont la direction est confiée aux professeurs et agrégés, un utile complément de l'enseignement oral. » On en diminue les frais d'inscriptions, portés de 150 à 60 francs dont 50 francs sont prélevés au profit des « maîtres chargés des conférences dans ces facultés ». La fréquentation de ces conférences est de plus obligatoire pour les maîtres répétiteurs des lycées pour la préparation de la licence.
Dans les facultés de droit, les conférences facultatives de licence ont pour objet des exercices pratiques, tels qu'interrogations, compositions écrites, études d'auteurs et de textes; les conférences facultatives de doctorat ont pour objet des études approfondies sur des questions se rapportant aux matières comprises dans le programme du doctorat. Dans les facultés de médecine, des sciences et les écoles supérieures de pharmacie, elles comprennent des manipulations.

### Les maîtrises de conférences dans les facultés des sciences et des lettres (1877)
Après l'arrivée au pouvoir des Républicains, avec parmi eux de jeunes universitaires favorables à une réforme de l'enseignement supérieur, de nouvelles mesures renouvellent profondément les facultés françaises. Parmi celles-ci, l'arrêté du 5 novembre 1877 crée des maîtrises de conférences dans les facultés des lettres et des sciences (70) s'inspirant encore une fois en partie du modèle des Privatdozenten des universités germaniques, et précise que les conférences doivent « fortifier par les répétitions et exercices pratiques les leçons du professeur titulaire ». Cette création se fait en parallèle avec celles des bourses de licences (300), d'agrégation et de doctorat dans l'ensemble des facultés des sciences et des lettres (prioritairement de province), ainsi que la fin du monopole de l'École normale sur la préparation aux concours d'agrégation des lycées et la fin du monopole des élèves et anciens élèves aux candidatures « externes » à ces concours.
La circulaire du 20 mars 1878 explique ainsi que : « Il existe des chaires qui embrassent un domaine trop étendu pour qu'un professeur puisse le parcourir tout entier. Il peut arriver, du reste, qu'un professeur s'attarde plus volontiers sur telle ou telle partie du programme au détriment de telle autre que l'élève devra explorer sans autre secours que les livres. C'est pour subvenir à ces inconvénients que sont institués les maîtres de conférences adjoints aux chaires. Ces maîtres développeront les matières que le professeur n'aura fait qu'indiquer, ou bien encore ils répéteront certaines leçons d'un abord plus difficile, soit dans les lettres, en recourant aux textes les plus autorisés, soit dans les sciences, en dirigeant les expériences destinées à mettre en évidence les phénomènes et leur cours. »
Les conférences sont destinées, « soit à compléter l'enseignement des professeurs par l'adjonction de leçons auxiliaires et d'un caractère intime » en direction tout particulièrement des boursiers de licence et d'agrégation, soit à élargir le cadre de l'enseignement en étant chargé de représenter au sein de l'établissement telle ou telle partie des sciences qui n'y avait pas encore trouvé place (c.a.d. des cours complémentaires n'étant l'objet d'aucune chaire, on parle alors plutôt de « chargés de cours »). Dans le premier cas, le maître de conférences reçoit la direction du professeur auquel il est attaché, dans le deuxième cas, le chargé de cours enseigne suivant un programme qu'il a soumis au doyen et qui doit recevoir l'approbation du doyen et du ministre en comité consultatif. C'est cependant en fait la deuxième catégorie de maîtres de conférences qui se développe plus largement afin de développer les domaines d'enseignement sans avoir à passer par la lourde procédure de création de nouvelles chaires. Les fonctions définies pour les maîtres de conférences sont donc analogues à celles antérieurement prévues pour les agrégés des facultés par de Salvandy puis Fortoul. Toutefois, les conditions de recrutement sont différentes; en effet les maîtres de conférences sont nommés par le ministre pour une année universitaire, cependant leur délégation peut être indéfiniment renouvelée. Quant au recrutement, il doit se faire initialement parmi les répétiteurs de l'École pratique des hautes études ou parmi les agrégés des lycées étant sur le point d'obtenir le doctorat dans l'année ou étant déjà docteurs. Si le doctorat n'est donc pas réglementaire nécessaire pour être nommé maître de conférences, il le deviendra vite de facto dans les facultés parisiennes. De plus, les maîtres de conférences ne font pas partie du conseil de la faculté, sauf s'ils ont reçu le titre de « professeur-adjoint ».
Seuls les étudiants inscrits dans les facultés sont admis à suivre ces conférences. Elles sont obligatoires pour les titulaires des bourses de licence. Les élèves choisissent leurs maîtres de conférences. Les conférences sont nécessairement accompagnées d'interrogation adressées par le maître aux élèves ou échangées entre les élèves sous sa direction. Les conférences sont annuelles et comprennent nécessairement trois leçons ou exercices d'une heure par semaine. À la fin de chaque trimestre le maître de conférences est tenu de remettre au doyen des notes sur le travail de leurs élèves.
En 1903, l'École normale supérieure fut rattachée à l'Université de Paris et ses emplois permanents de maître de conférences furent supprimés, les enseignements étant confiés pour une durée déterminée à des professeurs, chargés de cours et maître de conférences des facultés des sciences et des lettres de l'université de Paris.
En ce qui concerne la rémunération des maîtres de conférences, on compte en 1910 5 classes, allant de 6 000 F/an à 10 000 F/an.
Un titre de « maître de conférence adjoint » pour les chefs de travaux avait été créé en 1907.
Avant 1946, les maîtres de conférences et chargés de cours des universités étaient nommés pour un an puis renouvelés dans leurs attributions chaque année. À partir de 1946, on distingue les maîtres de conférences, docteurs ès sciences ou ès lettres, nommés de manière permanente, et les chargés d'enseignement, non obligatoirement docteurs et nommés de manière temporaire chargés d'un cours. Il est ainsi institué deux listes d'aptitudes, la liste d'aptitude aux fonctions de maître de conférences (LAFMA) et la liste d'aptitude à l'enseignement supérieur (LAES) (c.a.d. pour être chargé de cours).

### Les maîtrises de conférences dans les autres facultés

#### Pharmacie
Le décret du 27 mars 1937 substitue aux agrégés dans les facultés de pharmacie et les facultés mixtes, des maîtres de conférences de même statut que ceux des facultés des sciences et des lettres et recrutés de la même façon par choix des candidats inscrits par le Comité consultatif des universités sur une liste d'aptitude aux fonctions de maître de conférences. Le décret du 16 mai 1949 modifie le mode de recrutement en revenant à des concours « d'agrégation » sur épreuves.

#### Médecine
Dans les facultés de médecine, en 1949 est créée la catégorie des maîtres de conférences agrégés pour l'enseignement magistral des sciences fondamentales (anatomie, anatomie pathologique, bactériologie, chimie médicale, histologie et embryologie, hygiène, parasitologie, pathologie expérimentale, pharmacologie et matière médicale, physiologie, physique médicale). Dans les autres enseignements, les agrégés non inscrits à la patente pour l'exercice des professions libérales peuvent être pérennisés dans le cadre des maîtres de conférences. En 1960, à la suite de la création des centres hospitaliers universitaires, les maîtres de conférences agrégés deviennent également médecins, chirurgiens, spécialistes ou biologistes des hôpitaux, chefs de service ou non.

#### Droit et sciences économiques
Avant 1963, le corps des « agrégés des facultés de droit et des sciences économiques » était assimilé au corps des « maîtres de conférences » des facultés des sciences et des lettres de l'époque. En 1963, le corps des agrégés des facultés de droit et des sciences économiques devient le corps des « maîtres de conférences agrégés des facultés de droit et des sciences économiques » puis en 1971 le corps des « maîtres de conférences des sciences juridiques, politiques, économiques et de gestion ».

### Création des maîtres-assistants (1960)
La création du doctorat de 3e cycle et des postes de maîtres-assistants va avoir à partir de la fin des années 1960 un impact important sur les emplois de maîtres de conférences. En effet, en 1960 est créé dans les facultés des sciences et des lettres le corps des maîtres-assistants. Cette catégorie intermédiaire entre les assistants des facultés et les maîtres de conférences est créée dans le contexte d'une massification importante de l'enseignement supérieur qui se fera réellement sentir en 1968. À la différence de la maîtrise de conférences, le doctorat ès sciences ou ès lettres n'est pas requis pour devenir maître-assistant, trois années comme assistant ou l'agrégation suffisent pour se présenter à ce poste. Ces postes, moins bien rémunérés que les maîtrises de conférences, sont en fait généralement confiés à des titulaires d'un diplôme de docteur de 3e cycle, préparé en deux années après la licence. Les maîtres-assistants préparent ainsi généralement le doctorat ès sciences ou ès lettres qui leur permettra de devenir maître de conférences. Les missions du maître-assistant reprennent celles en partie dévolues originellement aux maîtres de conférences par l'arrêté de 1877 (travaux dirigés, enseignement complémentaire propédeutique) et celles dévolues jusqu'alors aux chefs de travaux (travaux pratiques) : « encadrer les étudiants en petit groupe afin d'organiser et de diriger les travaux pratiques et exercice et de dispenser un enseignement d'appoint dans les propédeutiques sous le contrôle des professeurs et maître de conférences chargé de la partie fondamentale de cet enseignement ». Dès lors, l'activité des maîtres de conférences se rapprochent peu à peu de celle des professeurs titulaires. De plus, après leur nomination les maîtres de conférences obtiennent en fait rapidement (2-3 ans) le titre de « professeur sans chaire ». Enfin, la création du doctorat de 3e cycle, la multiplication des postes de maîtres-assistants, d'attachés et de chargé de recherche au détriment des postes mieux rémunérés de maîtres de conférences entraînent à partir de 1974 (nouveaux arrêtés sur les doctorats) un allongement de la préparation des doctorats dit « d'État » et donc de l'accès aux maîtrises de conférences. S'il est courant de devenir maître de conférences à trente ans à peine à la fin des années 1960, voir avant trente ans en mathématiques, actuellement l'âge d'accès au poste de professeur des universités de 2e classe (dont la rémunération est similaire à celle d'un maître de conférences d'avant 1979) est d'au moins quarante ans.

### 1979-1984: suppression des maîtrises de conférences
En 1979 le corps des maîtres de conférences disparaît dans les universités, sauf dans les facultés de médecine. Les maîtres de conférences des disciplines littéraires, de sciences humaines, scientifiques, pharmaceutiques, juridiques, politiques, économiques et de gestion sont reclassés à la 2e classe du nouveau corps des professeurs des universités qui réunit les anciens professeurs titulaires et maîtres de conférences (dont les professeurs sans chaire). L'intitulé ne subsista de manière anecdotique que comme appellation du 1er échelon de la deuxième classe du corps des professeurs des universités.

### 1984: recréation des maîtrises de conférences
Le corps actuel des maîtres de conférences a été créé en 1984 par intégration des maîtres-assistants et des chargés de fonctions de maîtres de conférences des disciplines de sciences humaines (chargés d'enseignement) et juridiques, politiques, économiques et de gestion. Cette recréation alla de pair avec la mise en extinction des assistants des facultés et la création du nouveau doctorat et de l'habilitation à diriger des recherches. Composé à l'origine de deux grades (maître de conférences de 2e classe et de 1re classe), un grade supplémentaire (maître de conférences hors classe) a été créé sous le ministère de Lionel Jospin. En 2001, les grades de 1re et 2e classe ont été fusionnés en un grade de « maître de conférences de classe normale ».
Le corps actuel des maîtres de conférences-praticiens hospitaliers a été créé en 1984 par intégration des chefs de travaux des universités — assistants des hôpitaux. Les anciens maîtres de conférences - médecins, chirurgiens, spécialistes ou biologistes des hôpitaux — ont été transformés en professeurs des universités — praticiens hospitaliers de 2e classe.